# 鹽之澤站

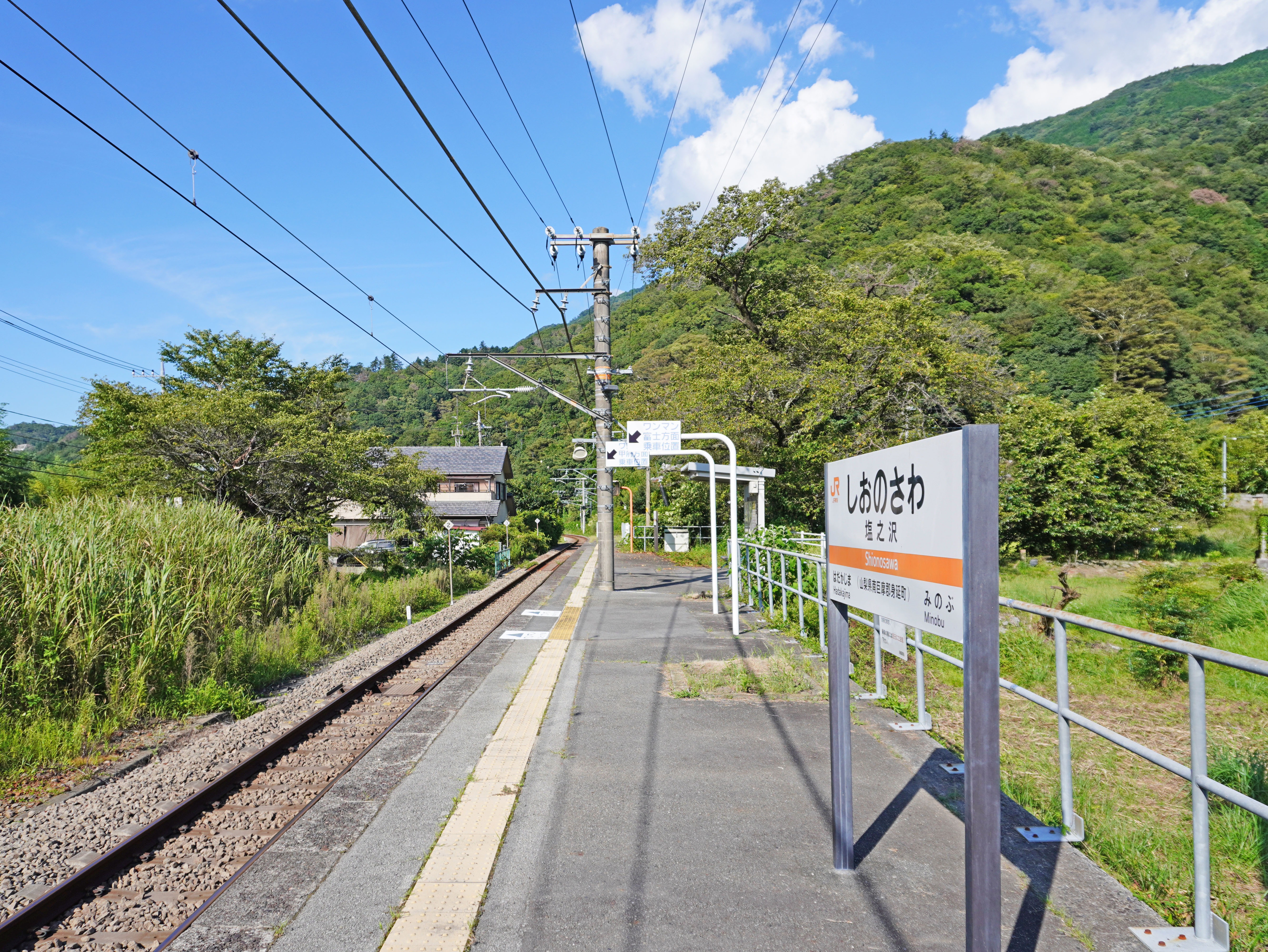
月台（2022年9月）

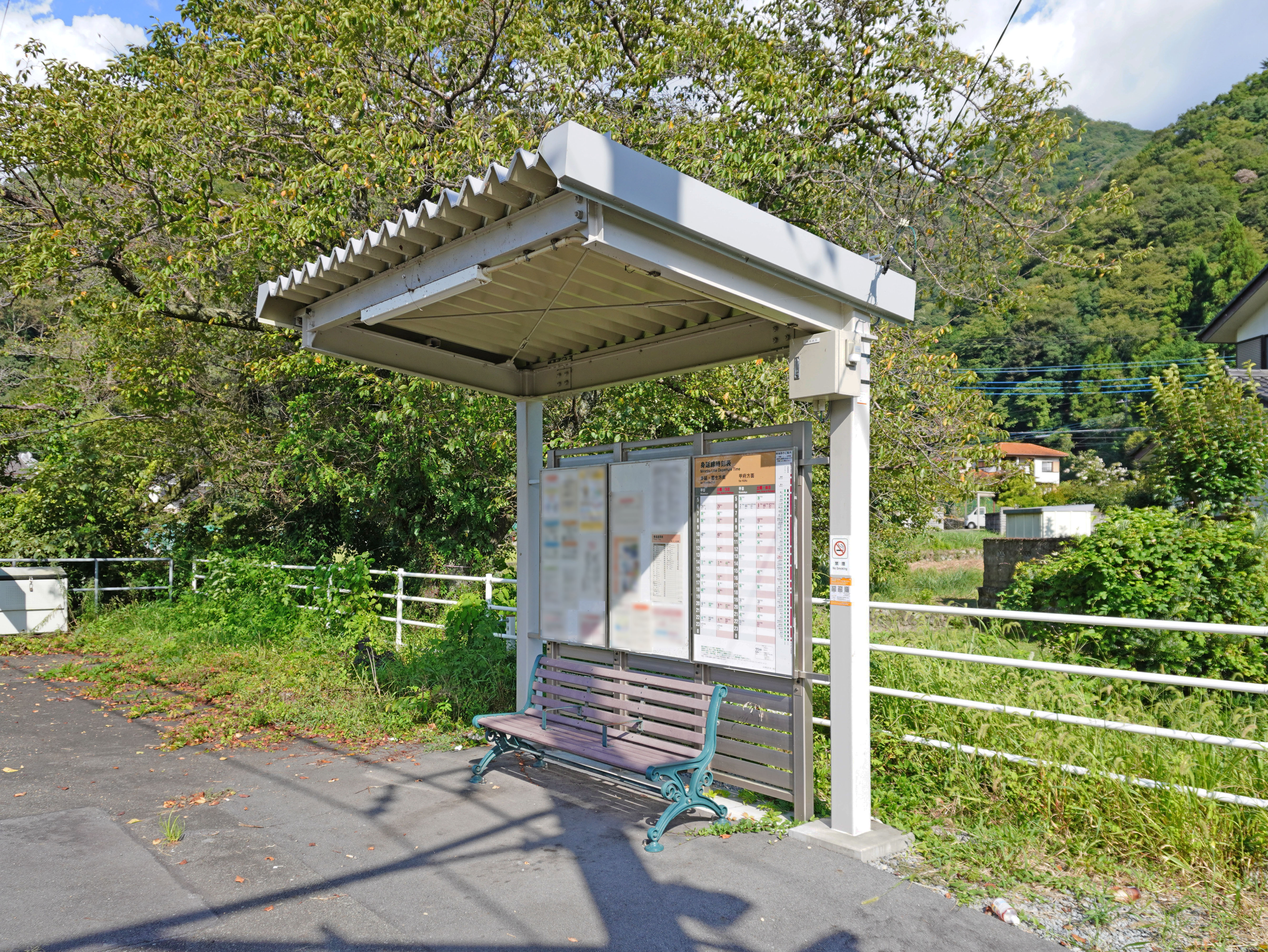
候車亭（2022年9月）

鹽之澤站（日语：／ Shionosawa eki */?）是位於山梨縣南巨摩郡身延町，屬於東海旅客鐵道（JR東海）的身延線車站。

## 歷史
- 1933年（昭和8年）9月1日：富士身延鐵道開設鹽之澤停留場[1]。為旅客和貨物車站。
- 1934年（昭和9年）6月1日：升級為車站，名為鹽之澤站。
- 1938年（昭和13年）10月1日：富士身延鐵道借給鐵道省使用，成為身延線[1]。
- 1941年（昭和16年）5月1日：富士身延鐵道正式國有化[1]。
- 1960年（昭和35年）3月1日：結束貨物起卸業務。
- 1987年（昭和62年）4月1日：伴隨國鐵分割民營化，車站由東海旅客鐵道（JR東海）營運[1]。

## 車站構造
本站是地面車站，設有1面1線的單式月台，月台位於路軌東南方。車站出入口位於月台靠近身延一方，並設有鹽之澤平交道；富士川和縣道則通過車站西北方。此站是由身延站管理的無人車站，且僅在月台上設置木造的候車室。

## 使用狀況
以下為近年1日乘車人次列表：
| 乘車人次變化 | 乘車人次變化     | 乘車人次變化 |
| 年度         | 1日平均 乘車人次 |              |
| ------------ | ---------------- | ------------ |
| 2005         | 20               |              |
| 2006         | 16               |              |
| 2007         | 16               |              |
| 2008         | 15               |              |
| 2009         | 12               |              |
| 2010         | 14               |              |
| 2011         | 12               |              |
| 2012         | 13               |              |
| 2013         | 15               |              |
| 2014         | 13               |              |
| 2015         | 15               |              |
| 2016         | 14               |              |
| 2017         | 15               |              |

## 車站周邊
御持川流經本站西南方，並與富士川匯流。山梨縣道9號市川三鄉身延線通過站前，並與身延線並行。本站附近的櫻花在春天時會盛開，為身延線上的觀櫻勝地，晚上則會亮起燈光。
本站附近的民居多位於富士川的沿岸，車站西南方處600處設有日本輕金屬的鹽之澤入口。而本站附近設有山交市鎮客車的鹽之澤站巴士站，停靠的巴士路線前前往身延山、身延站、波高島站，現時巴士路線已經廢止。國道52號行經富士川對面岸的身延町波木井。車站附近沒有橋樑，因此若需前往對面岸，在身延站使用身延橋會比較方便。

## 相鄰車站
東海旅客鐵道（JR東海）
 身延線
身延－鹽之澤－波高島

## 注腳
1. 1 2 3 4 5  曾根悟（日语：曽根悟）（監修）. 朝日新聞出版分冊百科編集部（編集） , 编. . 週刊 歴史でめぐる鉄道全路線 国鉄・JR (朝日新聞出版). 2009-07-26, (3): 22–23 （日语）.
2. ↑  「山梨縣統計年鑑」

## 外部連結
- 國土地理院地圖參閲服務 （页面存档备份，存于） - 鹽之澤站周邊的1/25000地形圖 （页面存档备份，存于）（日語）